# بازیکن ۷۸۶
بازیکن ۷۸۶ (به هندی: Khiladi 786) یا آقای سریع فیلمی محصول سال ۲۰۱۲ و به کارگردانی آشیش آر موهان است. در این فیلم بازیگرانی همچون آکشی کومار، میتون چاکرابورتی، راج بابار، هیمش رشامیا، آسین، موکش ریشی، راهول سینگ، جانی لور، مشتاق خان و گورپریت گوگی ایفای نقش کرده‌اند. این فیلم هشتمین قسمت از سری فیلم‌های بازیکن است.

## داستان
دو خانواده خلافکار که می‌خواهند فرزندانشان با هم وصلت کنند برای صورت گرفتن ازدواج به دروغ به هم می‌گویند پلیس هستند و هردو خانواده فکر می‌کنند طرف مقابل واقعاً پلیس است اما پس از مدتی هر دو طرف ماجرا پی به حقیقت می‌برند و…